# Faculdades da Indústria
As Faculdades da Indústria são formadas por duas instituições de ensino superior referências em educação para a indústria: o SENAI e o IEL. Os cursos aliam a teoria e a prática com o conhecimento que a indústria requer.Possui campus nas cidades de Cascavel, Curitiba, Londrina, Maringá, São José dos Pinhais, Telêmaco Borba e Toledo.

## História
Fundada em 2005, após ter sido criada e desenvolvida como um projeto em prol da educação continuada surgido no Encontro de Planejamento Compartilhado, realizado em 2004, pelo Sistema FIEP, em Curitiba.  
O sistema FIEP criou o programa Universidade Corporativa, que é uma unidade destinada ao desenvolvimento das competências dos gestores e docentes das Unidades Operacionais do SESI e do SENAI. Seu trabalho ocorre por meio da implementação de um conjunto de soluções educacionais, com o propósito de contribuir com a otimização da gestão das Unidades Operacionais, a qualificação dos docentes, e o alcance das metas estratégicas do SESI e do SENAI. 